# La Zarra
Fatima-Zahra Hafdi (* 25. srpna 1987 Montréal), známá jako La Zarra (francouzská výslovnost: [la zaʁa]), je kanadská zpěvačka a skladatelka žijící ve Francii. Reprezentovala Francii v soutěži Eurovision Song Contest 2023 v Liverpoolu s písní „Évidemment“, kde skončila na celkovém 16. místě.

## Životopis
Hafdi se narodila roku 1987 v Montréalu v Kanadě rodičům marockého původu. Během svého dětství žila střídavě mezi Montrealem a Longueuilem, kde se její rodina natrvalo usadila. Na výsluní se dostala v roce 2016, kdy vydala svůj debutový singl „Printemps blanc“, ve spolupráci s francouzským rapperem Nirem.
V roce 2021 její sláva nadále vzrostla po zveřejnění singlu „Tu t'en iras“, který byl pravidelně vysílán v rádiu a televizi. Singl byl oceněn jako platinový společností Syndicat National de l'Édition Phonographique (SNEP). Ve stejném roce byla La Zarra nominována na francouzskou hudební soutěž NRJ Music Awards, jako frankofonní zjevení roku, částečně podpořené úspěchem jejího debutového alba Traîtrise.
12. ledna 2023 byla vybrána společností France Télévisions, aby reprezentovala Francii v soutěži Eurovision Song Contest 2023 a stala se tak druhou kanadskou zpěvačkou, která v této soutěži zemi reprezentovala po Natashe St-Pier v roce 2001. Ve Velkém finále se umístila na šestnáctém místě z dvaceti šesti zemí se 104 body.
V roce 2024 vystoupila na ceremonii při příležitosti uvedení kanadské zpěvačky Diane Tellové do Síně slávy kanadských skladatelů s její písní „Si j'étais un homme“.

### Kontroverze na Eurovizi 2023
Poté, co La Zarra zjistila, kolik bodů od veřejnosti na Eurovizi získala, předvedla před kamerami gesto s prostředníčkem, které vyvolalo určité rozhořčení. Při debatě na kanále Francie 2 bylo její gesto rozebíráno a řečeno, že šlo o posunek znamenající zklamání. Na tiskové konferenci sama zpěvačka uvedla, že gesto nemělo za účel šokovat, či vyvolat pohoršení. Gesto, které udělala, je podle ní tzv. toz (zvukomalebné slovo, překládající zvuk prdu z arabštiny). Magazín JDD však dále dodal, že: „Ve virulentnějším rejstříku může být tento termín přesto použit k urážce ve smyslu „do háje“, zvláště když je doprovázeno gestem ruky s otevřenou dlaní a složeným prostředníčkem. Například v Turecku je toto gesto jakýmsi ekvivalentem zdviženého prostředníčku.

## Diskografie

### Studiová alba
| Název     | Podrobnosti                                                                  | Pozice v žebříčcích |
| Název     | Podrobnosti                                                                  | FRA                 |
| --------- | ---------------------------------------------------------------------------- | ------------------- |
| Traîtrise | - Vydáno: 3. prosince 2021 - Vydavatelé: Polydor Records, Indifference prod. | 82                  |

### Singly
| „À l'ammoniaque/Mon dieu“                                                      | 2020 | —  | —  | —  | — | —  | —  |                 | Nealbové písně |
| „Printemps blanc“                                                              | 2021 | —  | —  | —  | — | —  | —  |                 | Nealbové písně |
| „Tirer un trait“                                                               | 2021 | —  | —  | —  | — | —  | —  |                 | Nealbové písně |
| „Tu t'en iras“                                                                 | 2021 | 75 | —  | —  | — | —  | —  | - FRA: Platinum | Traîtrise      |
| „TFTF“                                                                         | 2021 | —  | —  | —  | — | —  | —  |                 | Traîtrise      |
| „Santa Baby“                                                                   | 2021 | —  | —  | —  | — | —  | —  |                 | Nealbové písně |
| „Sans moi“                                                                     | 2022 | —  | —  | —  | — | —  | —  |                 | Nealbové písně |
| „Évidemment“                                                                   | 2023 | 84 | 23 | 95 | 7 | 84 | 94 |                 | Nealbové písně |
| "—" označuje nahrávku, která se neprosadila nebo nebyla na tomto území vydána. |      |    |    |    |   |    |    |                 |                |

#### Jako hostující umělec
| Název                                            | Rok  | Album                   |
| ------------------------------------------------ | ---- | ----------------------- |
| „Printemps blanc“ (Niro s La Zarrou)             | 2016 | Les autres              |
| „Les amants de la colline“ (Slimane s La Zarrou) | 2022 | Chroniques d'un Cupidon |